# Pimelea
Pimelea es un género de plantas con flores perteneciente a la familia Thymelaeaceae.  Contiene unas 80 especies nativas de Australia y Nueva Zelanda.  Muchas de las especies son venenosas para el ganado.

## Especies seleccionadas
| - Pimelea arenaria - Pimelea brachyphylla - Pimelea ciliolaris - Pimelea drupacea - Pimelea ferruginea - Pimelea glauca - Pimelea gnidia - Pimelea hispida - Pimelea imbricata - Pimelea linifolia - Pimelea longiflora | - Pimelea lyallii - Pimelea nivea - Pimelea pauciflora - Pimelea prostrata - Pimelea rosea - Pimelea sericea - Pimelea spectabilis - Pimelea spicata - Pimelea suaveolens - Pimelea sylvestris - Pimelea traversii - Pimelea virgata |